# Zé Fernando de Oliveira
José Fernando Aparecido de Oliveira (Rio de Janeiro, 18 de maio de 1974), também conhecido informalmente pelos eleitores como Zé Fernando, é um Bacharel em Direito e político brasileiro do estado de Minas Gerais, filiado ao MDB.
José Fernando de Oliveira foi eleito prefeito do município de Conceição do Mato Dentro, pelo PMDB no pleito de 2001 a 2005 de 2005 a 2006 de 2016 a 2020 e de 2020 a 2024. Filho e herdeiro político de José Aparecido de Oliveira (o qual foi Ministro, Embaixador e Governador do Distrito Federal), José Fernando em 2006 foi eleito deputado federal pelo estado de Minas Gerais.
Deputado Federal pelo PV, deixou de concorrer à reeleição para apoiar a candidatura de Marina Silva à Presidência pelo PV, tendo ele sido o candidato ao Governo do Estado de Minas Gerais, pelo PV, para as eleições 2010. Com a sua candidatura ao governo, alavancou a campanha presidencial de Marina, a qual foi vencedora em Belo Horizonte, chegando à frente de Dilma e de Serra na capital mineira.